# The Flight
The Flight è un programma radiofonico di intrattenimento e informazione musicale, in onda dal lunedì al venerdì su RTL 102.5 dalle 15 alle 17, condotto da Matteo Campese e La Zac. È lo storico appuntamento musicale del pomeriggio, condotto per 14 anni, dal 1996 a Novembre 2010, da Federico l'Olandese Volante (affiancato dal 2007 da Cristina Borra). In origine c'era anche la versione "week-end" in onda il sabato pomeriggio e in replica il sabato notte. Successivamente l'appuntamento del pomeriggio è stato condotto da Paul Baccaglini (nella prima parte del 2006 affiancato da Andrea Salvati in "Due di picche"). Dopo la decisione di Federico l'Olandese Volante di abbandonare RTL 102.5 dopo ben 16 anni di presenza nel network, la conduzione passa a Alex Peroni e Gigio d'Ambrosio fino a giugno 2011. Nella stagione 2011/2012 la nuova coppia di conduttori è formata da Fabrizio Ferrari e Francesca Faggella. A partire dalla stagione 2012 Francesca Faggella è sostituita da Cristina Borra. In occasione del Festival di Sanremo il programma si trasferisce in una particolare postazione della cittadina ligure a fianco al Teatro Ariston per raccogliere news e interviste.
È anche in radiovisione sul canale 736 di Sky e sul canale 36 del digitale terrestre, e della piattaforma Tivùsat.